# اسماعیل کمالی
اسماعیل قمالی (آلبانیایی: [ismaˈil cɛmaːli] (16 ژانویه ۱۸۴۴–۲۶ ژانویه ۱۹۱۹) دیپلمات، سیاستمدار دولتمرد و پدر بنیانگذار آلبانی مدرن بود. او همچنین نویسنده اصلی اعلامیه استقلال آلبانی بود و پس از آن به عنوان اولین نخست‌وزیر و وزیر خارجه آلبانی در طول دوره ۱۹۱۲ میلادی تا ۱۹۱۴ میلادی خدمت کرد.
قمالی که در شهر ولوره در خانواده‌ای ثروتمند توسکی متولد و بزرگ شد، علاقه به زبان‌های مختلف پیدا کرد و به زبان‌های فرانسوی، یونانی، ایتالیایی و ترکی عثمانی تسلط یافت و بعداً در استانبول حقوق خواند. او به سراسر اروپا، به ویژه بلژیک، فرانسه، انگلستان و ایتالیا سفر کرد و پس از انقلاب ترک‌های جوان به آلبانی بازگشت.